# نيكولاس غوميز (لاعب كرة قدم)
نيكولاس غوميز (بالإسبانية: Nicolás Gómez) هو لاعب كرة قدم أوروغواياني، ولد في 24 يونيو 1993 في مونتفيدو في الأوروغواي. لعب مع ميرامار ميشنس ونادي دانوبيو.

## وصلات خارجية
- نيكولاس غوميز على موقع قاعدة بيانات كرة القدم.إي يو (الإنجليزية)
- نيكولاس غوميز على موقع Soccerway.com (الإنجليزية)